# درمیی
درمیی (به انگلیسی: Darmai) یک منطقهٔ مسکونی در پاکستان است که در خیبر پختونخوا واقع شده‌است.